# دانيال كارتير
دانيال كارتير (بالإنجليزية: Daniel Cartier)‏ هو ملحن ومغني ومغن مؤلف أمريكي، ولد في 25 يونيو 1969 في إيكستر في الولايات المتحدة.